# Gmina Franklin (hrabstwo Allamakee)

Położenie Gminy Franklin w hrabstwie Allamakee

Gmina Franklin (ang. Franklin Township) – gmina w USA, w stanie Iowa, w hrabstwie Allamakee. Według danych z 2000 roku gmina miała 397 mieszkańców.